# Сосновоборское муниципальное образование
Сосновоборское сельское поселение — сельское поселение в составе 
Иркутского района Иркутской области.
Административный центр — деревня Сосновый Бор.

## Границы
Согласно закону «О статусе и границах муниципальных образований Иркутского района Иркутской области» 

«…За начальную точку границы принят перекресток дороги, отходящей на Сосновый бор от Качугского тракта. Граница проходит вдоль Качугского тракта на Иркутск 550 м. Затем поворачивает на северо-запад и проходит по границе земель ООО «Учхоз Степное» на расстоянии 850 м. Затем поворачивает под прямым углом на юго-запад, огибая земли ООО «Учхоз Степное», выходит на южную границу квартала 146. Поворачивает на запад, идет по южной стороне до юго-западного угла квартала 146 Оекского лесничества Иркутского лесхоза. Далее граница поворачивает строго на север и проходит по западным границам кварталов 146, 144, 139, 132, 129 до северо-западного угла 129 квартала Оекского лесничества Иркутского лесхоза. Затем граница поворачивает на восток и проходит по северным границам кварталов 129, 130, 131. Затем она поворачивает на юго-восток и проходит по восточным границам кварталов 131, 134, 138, 143 до юго-восточного угла квартала 143. Затем граница поворачивает на юго-запад и проходит параллельно Качугскому тракту на расстоянии 600 м до границы 149. Далее поворачивает строго на юг и проходит до Качугского тракта, затем вдоль Качугского тракта до исходного перекрестка.».

## Населенные пункты
В состав муниципального образования входят населенные пункты :
- деревня Сосновый Бор